# エドガー・スノー
エドガー・スノー（英語: Edgar Snow、1905年7月17日 - 1972年2月15日）は、アメリカのジャーナリスト。中国大陸の近代事情、特に親しかった中国共産党に関する作品『中国の赤い星』により著名である。

## 来歴

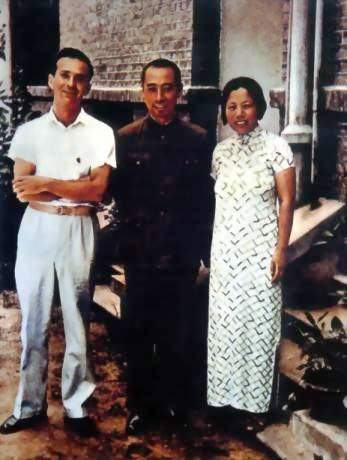
左からスノー、周恩来、鄧穎超

スノーはミズーリ州カンザスシティで生まれた。先祖はノースカロライナ州、ケンタッキー州、カンサス州にいた。
ミズーリ大学コロンビア校でジャーナリズムを専攻した。社交組織ベータ・データ・ピ（Beta Theta Pi）フラタニティの支部ゼータ・ピの会員となった。が、父の学費負担を苦痛に感じて1年で退学、ニューヨークの兄のもとに移り、コロンビア大学に入学した。その後、広告代理店勤務を経てウォール街大暴落までに少額の貯金をした。
ルーズベルト汽船（セオドア・ルーズベルトの息子が経営）の船のデッキボーイになり、1928年から周遊記を書くための世界一周の旅に出かけた。同年夏に上海に上陸し、以後13年間中華民国に滞在した。現地でチャイナ・ウィークリー・レビューに就職し、同紙はミズーリ大学ジャーナリズム学院卒業生の J.B. パウエルが創刊した。宋慶齢と友人になり、蔣介石ら国民党幹部らについて記事を書き、彼らの活動を支えた。蔣介石の周辺にはF・ルーズベルトの周辺にいるよりも多くのハーバード大卒業生が顧問となっていた。
1932年にはジャーナリスト志望のアメリカ人女性ヘレン・フォスターと結婚した。後年に彼女は、スノーが考えたニム・ウェールズというペンネームで『アリランの歌』を著している。
1930年代には中国鉄道省の仕事で中国を広範囲に回った。1928年–30年の中国飢饉を見たり、のちにビルマ公路と呼ばれる道路を訪れた。満州事変について報道し、サタデイ・イブニング・ポスト特派員となった。

### 中国共産党との接触
1933年、日本での新婚旅行を終え北京に行き、燕京大学非常勤教員となった 。北京大学のロシア語教授でセルゲイ・ポレヴォイに中国共産党との接触を依頼した。
日本による中国侵略についての本『極東戦線』を執筆したほか、中国文学の短編集を編集翻訳した。燕京大学でマルクス主義の基本文献を読み、学生の抗日運動一二・九運動の指導者と友人になり、共産主義地下組織によって毛沢東ら本部に招待された。
パール・バックやジョン・フェアバンクと交流。1935年の日本による中華民国北部侵攻に反感を抱き「抗日戦線の鍵は中国共産党にあり」と考えて党拠点への取材を求める。
1936年にスノーは共産党の支持者であった宋慶齢から紹介状をもらい、長征後の共産党が本拠としていた西安に向かった。国民党は共産党支配地区を遮断していたが、周恩来と会見し「反蔣抗日」から「逼蔣抗日」への転換を共産党に要望して五・五通電 (停戰議和一致抗日通電) により実現させていた張学良が、スノーの陝北入りに協力した。そこでアグネス・スメドレーの友人であった馬海徳（Ma Haide、ジョージ・ハテム）と知り合う。長征により兵力の大半を失い、抗日戦線のための中国人の団結を訴えたかった毛沢東との利害とが一致し、スノーは中国共産党についての報告を行っていく。スメドレーも長征以前の共産党の内部事情について報道していたものの、スノーのように長征以後の共産党幹部と身近に接したものは他にいなかった。毛沢東はスノーに自分の半生を語り、書くようにすすめた。スノーはその時点では知らなかったが、毛沢東はインタビューに非常に用心深く、何の制約もないと主張したにもかかわらず、毛沢東のリクエストに応じてスノーは多くの修正をせざるをえなかった。
スノーは北京に戻ると必死で執筆し、チャイナウィークリーレビューに短文を発表したあと、1937年にロンドンで『中国の赤い星 (Red Star Over China) 』を出版した。これは毛沢東を中心とした中国共産党を好意的に取り上げ、将来の共産党の隆盛を予見するものであった。スノーは毛沢東は政治的改革者であり、1920年代のように軍事的また革命的ではなくなっていると報じた。この本は販売後4週間で12000部が売れた。本書は、初期の中国共産党の活動を描いた古典となった。

### 日中戦争・第二次世界大戦
日中戦争が開始した1937年、スノーは工業合作社（Chinese Industrial Cooperatives ,INDUSCO）の創立メンバーとなっていた。工業合作社 の目的は、日本の支配が及んでいない地域で労働者協同組合を作ることであった。スノーの役職は、プロパガンダ部門であった 。工業合作社は1850個の組合を作るにいたった。スノーは漢口の海軍YMCAで、日本軍による武昌爆撃を生き延びた「日本人民反戦同盟」の反戦活動家で、長谷川テル国民党国際宣伝所所属の反戦・抗日運動家)とも交流のあった鹿地亘とその妻池田幸子と知り合う。

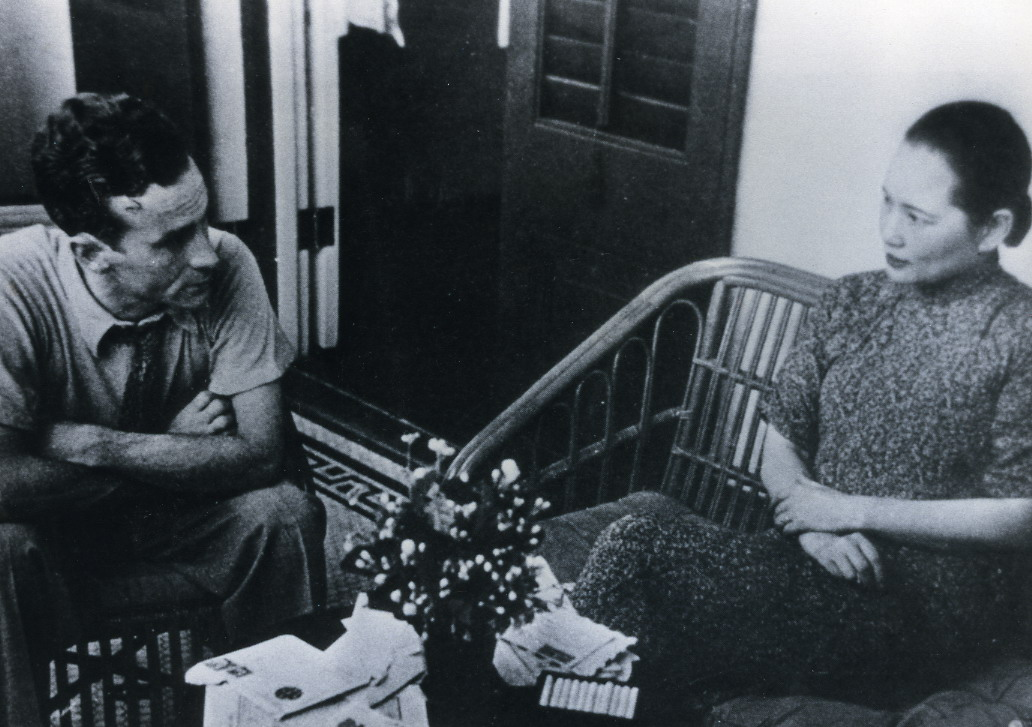
孫文未亡人・宋慶齢にインタビューするスノー（1939年）

日中戦争が激化した1941年にスノーは、日本軍の支配地域を訪問し『アジアの戦争 (The Battle for Asia) 』を出版した。同書で日本軍による南京大虐殺を報道し、話題となった。フランクリン・ルーズベルト大統領はこの『アジアの戦争』を読み、日米開戦直後にスノーを大統領執務室に呼び出し、話を聞いた。大統領はスノーを非公式な情報提供者に任命した。しかし『赤い星』は、ソ連・コミンテルン、中華民国にいた共産党シンパの欧米人やスターリニストだった宋慶齢らから分離主義として非難を浴びた。なお戦後にニクソン大統領、若き日のビル・クリントン大統領も『赤い星』を読み訪中している。
1942年4月、サタデイイブニングポストはスノーを戦争特派員としてインド、中国、ロシアへ赴き、ロシアではスターリングラード攻防戦を観察した。
1944年、スノーは中国共産党が「農地民主主義（農本思想）」か、それとも全体主義に走るものかどうかについて揺らいだ が、同年の演説でスノーは毛沢東と共産党は進歩的勢力であり、中国を解放し、民主化すると述べた。しかしまた、スノーは中国共産党は、近未来での共産主義の建設意思を放棄しつつあると述べた。

### 戦後
戦後の1947年に『スターリンは必ず平和をもたらす』を発表、1949年に国共内戦に勝利し中華人民共和国が建国、同年にヘレン・フォスターと正式に離婚が成立、女優のロイス・ホイーラーと再婚した。1950年代にマッカーシズムにより反共主義が台頭し、スノーも容共主義者の疑いで、FBI当局に共産党との関係を尋問された。ロイスの女優業が挫折したこともありアメリカを出国。1959年よりスイスに移住したが、国籍はアメリカ合衆国のままだった。
1960年に戦後初の訪中で毛沢東、周恩来と会談した。その時の著書『今日の赤い中国 (Red China Today) 』で、大躍進政策による大飢饉を否定するなど、毛沢東の言うがままを書いたに過ぎないと批判された。1963年刊の『中国：もう一つの世界（The Other Side of the River）』でも、大躍進政策が実際には大飢饉に至ったことを否定している。後にスノー自身は自らの無知を認めている。
その後1964年から1965年にも再々訪中したが、そのとき毛沢東は「ベトナム戦争へのアメリカ介入が国内の団結に役立っている」と評価し、中国大陸における中国共産党による赤化革命成功には「（彼らの敵であった）蔣介石だけでなく、日本の8年にわたる侵略が必要だった」と語っている。

### 晩年

1970年、毛沢東（右から2番目）に招かれ、国慶節に出席するスノー（左端）とロイス夫人（右端）

1970年から1971年に妻ロイスと共に最後の訪中を行い、リチャード・ニクソン大統領は公私どちらの訪問であっても歓迎されるだろう、招待メッセージを述べている。ホワイトハウスも訪中に興味を示したが、スノーを信頼してなかった。しかしこの時、毛沢東の個人崇拝の強制（毛沢東は、スノーに「個人崇拝は政治的に必要であり、中国には皇帝崇拝の伝統がある」と言った）や、革命に参加した友人の息子が中華人民共和国で逮捕・拷問された（周恩来の介入で身柄を保護された）ことなどにより、中国共産党ひいては中華人民共和国に対し幻滅していった。また最晩年妻には『中国の赤い星』公刊を後悔していると語った。
スノーは1972年にジュネーヴで癌が悪化し亡くなった。その直後のニクソン大統領の中国訪問を見届けられなかった。遺灰の一部はアメリカニューヨークのハドソン川近くのパリセイズ、半分は北京大学に埋葬された。

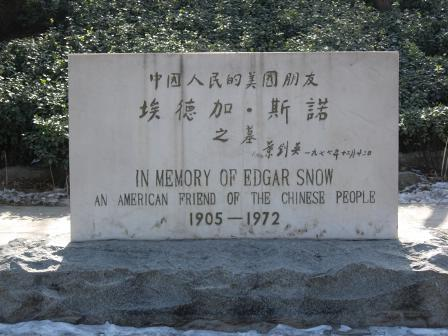
北京大学でのスノーの墓

## 中国共産党との関係
当時中国における小勢力にすぎなかった共産党に注目し、その詳細なレポートを行ったスノーの著作は現代中国史における古典的な作品とされている。ジョン・フェアバンクはスノーの著作を称賛している。
一方、ユン・チアンとジョン・ハリディは『マオ 誰も知らなかった毛沢東』でスノーを毛沢東のスポークスマンで、毛沢東神話化に加担し、共産党をロマンチックに描写していると批判した。
李志綏『毛沢東の私生活』でも、最後のスノー訪中でアメリカ側へのメッセージが描かれている。
ジョナサン・ミルスキー（Jonathan Mirsky）は、スノーの1930年代の仕事は、誰よりも先に中国共産党を報じることであったが、1960年代になると共産党幹部が権力を持っていることを見ないようにしていたし、周恩来や毛沢東からの信頼を得ていることに満足していたため、大躍進の被害を見ることもできなかったと述べている。
リー・フェイゴンは毛沢東に同情的で、スノーの著作を評価しつつも、スノーの杜撰な考察を批判している。
中国では「スメドレー・ストロング・スノー協会」が組織されており、プロパガンダ映画も作られている。
夫人ロイス・ホイーラー・スノーは2006年のインタビューで、「彼は今日の中国の姿を決して是認しなかったでしょう」と語り、中国政府のやり方を批判している。

### 毛沢東の「和尚打傘」
スノーは下記の誤解によって、晩年の毛沢東のイメージを誤って伝えてしまった。
1970年12月18日のスノーと毛沢東との会談において、毛沢東は自分のことを「和尚打傘」と形容した。和尚（坊さん）は、髪がない（無髪）、打傘（傘を差す）は、天が見えない（無天）であり、「髪」と「法」はほぼ同音である。すなわち無髪無天wú fā wú tiān≒無法無天wú fǎ wú tiānであり、法律も無視、天理（道徳）も無視する。「無茶苦茶やりたい放題」というzh:歇後語（けつごご）（シャレの一種）である。つまり、毛沢東は、「自分はやりたい放題好き勝手をやってきた男さ」と言ったのである。
しかし、通訳の唐聞生（ナンシー・タン）は、この慣用表現を身につけるべき青年時代をアメリカで過ごしていたために、この歇後語を理解できず、文字通り「私は傘をさした坊さんです」と誤訳してしまった。それをスノーが思い入れたっぷりの「私は破れ傘を手に歩む孤独な修道僧」の意味の"I am a lonely monk walking the world with a leaky umbrella"にしたのである。
この誤解は、会談を掲載したアメリカの雑誌ライフ（1971年4月30日号）によって、世界中に広まり、晩年の毛沢東のイメージとして定着してしまった。世界の人々は「ああ、毛沢東と言えば、新中国の帝王のような人だが、その心のなかをのぞけば、無人の枯野を一人とぼとぼと歩む行脚僧のように孤独なのだ」と理解したのである。実際、1976年9月に毛沢東が死んだとき、朝日新聞の「天声人語」（1976年9月11日）は、「晩年の（毛沢東）主席がスノー氏に『自分は破れがさを片手に歩む孤独な修道僧にすぎない』ともらした言葉は、この不世出の革命家の内面を知る上で実に印象的だ。」と記している。

## 日本への批判
スノーは中国共産党に出合う前から、満州事変などに直面して日本に反感を持っており、日本帝国主義は中国の敵であるだけでなく、平和を欲する世界全人民の敵であると述べている。
1934年の処女作『極東戦線 (Far Eastern Front) 』では、「田中メモランダム」 という名で田中上奏文に触れて、日本政府や犬養毅が田中上奏文を偽造したことを紹介したのち、次のように満州事変頃の日本の侵略性について述べている。
「もしにせものづくりがこの覚書をデッチあげたのだとすれば、彼はすべてを知りつくしていたことになる。この文書がはじめて世界に出たのは一九二八年だったが、それは最近数年間の日本帝国主義の進出にとってまちがいない手引き書となったのである」
その後、米国が頭の先から爪先に至るまで日本人を憎悪し武力介入で日本をこの世から抹殺する事を目指した政治的な著作『アジアの戦争』を書き上げ、日中戦争における日本を批判的に取り上げた。同書では南京安全区国際委員会の委員長であったジョン・ラーベが示した算定として「南京大虐殺」において「日本軍は南京だけで少なくとも4万2千人を虐殺した」、「10歳から70歳までのものはすべて強姦された」と記し、成都で会ったL・スマイスが編纂した『南京地区における戦争による損害』を引用して「日本軍による暴行」として告発している。
この『アジアの戦争』は、のち『東京裁判』における検察側冒頭陳述や「南京大虐殺」、更にGHQの占領方針と占領政策の基盤となった。米国の日本政策の根拠ともなったこの本について、鈴木明らは錯覚と誤解の上に築かれているとして批判している。

## 著作
- 『エドガー・スノー著作集』筑摩書房（全7巻）、1973-74年
  - 『1 極東戦線』 梶谷善久訳。新版「極東戦線　一九三一～三四 満州事変・上海事変から満州国まで」筑摩叢書、1987年
  - 『2 中国の赤い星』増補改訂版[34]、松岡洋子訳
    - 筑摩叢書、1975年／ちくま学芸文庫（上下）、1995年、ISBN 4480081925、ISBN 4480081933

  - 『3 アジアの戦争』[35] 森谷巌訳。新版「アジアの戦争－日中戦争の記録」筑摩叢書、1988年
  - 『4 目ざめへの旅』[36] 松岡洋子訳。新版「目ざめへの旅　エドガー・スノー自伝」筑摩叢書、1988年
  - 『5・6　今日の中国』（上下） 松岡洋子訳
    - 『中国－もう一つの世界』筑摩叢書（上下）、1966年、新版1976年

  - 『7 革命はつづく』 松岡洋子訳
- 『北京・ワシントン・ハノイ　日本で考えたこと』 松岡洋子訳、朝日新聞社、1968年
- 『革命、そして革命』 松岡洋子訳、朝日新聞社、1972年